# Iglesia de San Pedro (Mórrope)
La Iglesia San Pedro de Mórrope es la principal iglesia en la ciudad homónima, distrito de Mórrope, provincia de Lambayeque, región Lambayeque en Perú. La construcción está elaborada en adobe y quincha. El edificio data del siglo XVII. El 13 de julio de 1980 fue declarada Monumento Histórico mediante Resolución Ministerial N° 0928-80-E.
Además de la iglesia tiene capilla y convento. La capilla fue construida en el siglo XVI con métodos prehispánicos y materiales como el adobe, madera de algarrobo, yeso, junco y quincha.